# Edmilson Dias de Lucena
Edmilson Dias de Lucena, meglio noto come Edmilson (Emas, 29 maggio 1968), è un ex calciatore brasiliano con cittadinanza portoghese, di ruolo attaccante.

## Palmarès

### Club

#### Competizioni nazionali
- Coppa della Corea del Sud: 2

Jeonbuk Hyundai: 2003, 2005
- Supercoppa della Corea del Sud: 1

Jeonbuk Hyundai: 2004

#### Competizioni internazionali
- Coppa delle Coppe dell'AFC: 1

Al-Hilal: 2001-2002